# ブレイクダウン (バンド)
ブレイクダウン（BREAKDOWN）は、1976年から1986年まで活動した日本のブルース・バンド。

## 概要
1972年に結成された「ブルースハウスブルースバンド」が母体。服田洋一郎と同じ同志社大学の西村入道（西村昭信）、初代ベースマン吉沢悦郎の3人で活動を開始。その後、ビッグバンドで演っていた小川俊英が加入。後に吉沢が抜ける時、ウエスト・ロード・ブルース・バンドの永井隆がマガジンNo1/2で活動していた森田恭一を服田に紹介、ブレイクダウンの原型が出来る。
2年程の活動後、ブルースハウスは解散、暫く渡米していた服田が帰国し森田、小川と3人で新たな活動を模索、服田、森田の誘いで名古屋の近藤房之助がバンドに加わり、1976年3月京都拾得のマンデーライブから活動が開始された。このメンバーで1982年12月27日の拾得まで7年間活動した。
1982年、小川が家業を継ぐ為、郷里福山に帰郷する事となり、急遽、ドラム探しが始まった。ブレイクダウン所属のレコード会社の働き掛けにより、吾妻光良 & The Swinging Boppersのメンバーで、後にBO GUMBOSのメンバーとなる岡地明（後に岡地曙裕と改名）が加入、1983年4月、新生ブレイクダウンとして東京に拠点を移して活動を開始した。
1986年末、オーティス・ラッシュとの全国ツアーを最後に解散するまで日本中を周り年間100本以上のライブを行った（結成10周年の記念ライブは京都磔磔で行われた）。

## メンバー
| 名前               | 担当           | 出生年月日・地 - 没年月日・地                                     | 血液型 | 在籍期間        |
| ------------------ | -------------- | ----------------------------------------------------------------- | ------ | --------------- |
| 服田洋一郎         | vocals, guitar | 1948年8月1日/大阪市 - 2015年4月20日/北海道 （下咽頭癌のため死去） | O型    | 1976年 – 1986年 |
| 近藤房之助         | vocals, guitar | 1951年5月4日/愛知県刈谷市                                         | B型    | 1976年 – 1986年 |
| 森田恭一           | bass           | 1951年3月20日/東京都港区                                          | A型    | 1976年 – 1986年 |
| 小川俊英           | drums          | 1951年7月3日/広島県福山市 - 2000年7月17日 （膵臓癌のため死去）    | B型    | 1976年 – 1982年 |
| 岡地明（岡地曙裕） | drums          | 1957年9月4日/愛知県尾西市                                         | AB型   | 1983年 - 1986年 |

## ディスコグラフィー

### アルバム
- 1980年 『LIVE』 (Vivid Sound)
- 1981年 『I've Been A Good Thing For You』 (Vivid Sound)
- 1984年 『Alive』 (Dead Ball)
- 1985年 『4』 (Dead Ball)

### 映像作品（DVD）
- 2004年 『139th nervous breakdown』（磔磔）[4]

## 動画
- 1983年10月8日原宿クロコダイル
- 1983年7月9日法政大学オールナイトロックフェス
- 1983年7月9日法政大学オールナイトロックフェス２

### アルバムから
- 1980年1stアルバム『Night life』
- 1981年2ndアルバム『I've been a good thing for you.』
- 1983年3rdアルバム『I don't care where I get my lovin'』
- 1984年4thアルバム『Tear Drops』